# Renaud de Précigny
Renaud de Précigny oder de Pressigny († 1270 vor Tunis) war ein Marschall von Frankreich im 13. Jahrhundert.
Er wurde um 1265 wohl zusammen mit Héric de Beaujeu von König Ludwig IX. zum Marschall ernannt, nachdem Henri II. Clément gestorben war. Renaud nahm 1270 zusammen mit seinen zwei Söhnen am Kreuzzug nach Afrika teil, wo er im Kampf gegen die Sarazenen getötet wurde. Sein Amtskollege Héric de Beaujeu starb ebenfalls auf diesem Kreuzzug.

## Weblink
- chevalierspourpres.com: Les Maréchaux de France au Moyen Âge

| Personendaten    | Personendaten            |
| ---------------- | ------------------------ |
| NAME             | Renaud de Précigny       |
| ALTERNATIVNAMEN  | Reneaud de Pressigny     |
| KURZBESCHREIBUNG | Marschall von Frankreich |
| GEBURTSDATUM     | 13. Jahrhundert          |
| STERBEDATUM      | 1270                     |
| STERBEORT        | Tunis                    |